# Mantudi-Limni-Agia Anna
Mantudi-Limni-Agia Anna (griego: Μαντούδι-Λίμνη-Αγία Άννα) es un municipio de la República Helénica perteneciente a la unidad periférica de Eubea de la periferia de Grecia Central.
El municipio se formó en 2011 mediante la fusión de los antiguos municipios de Elymnioi, Kireas y Nileas, que pasaron a ser unidades municipales. La capital del municipio es la villa de Limni en la unidad municipal de Elymnioi. El municipio tiene un área de 584,78 km².
En 2011 el municipio tenía 12 045 habitantes.
Se sitúa en el norte de la isla de Eubea. El término municipal tiene salida por el este al mar Egeo y por el suroeste al golfo Vórios Evvoïkós del golfo de Eubea.